# اکساشیهیر، گریده
اکساشیهیر، گریده (به لاتین: Akçaşehir, Gerede) یک منطقهٔ مسکونی در ترکیه است که در استان بولی واقع شده‌است.

## خصوصیات
اکساشیهیر ۷۲ نفر جمعیت دارد.